# L'Esprit de Caïn
Pour plus de détails, voir Fiche technique et Distribution.
L'Esprit de Caïn (Raising Cain) est un film américain réalisé par Brian De Palma et sorti en 1992.
Tout comme Body Double, Brian De Palma rend ici un nouvel hommage à Alfred Hitchcock.

## Synopsis
Le docteur Carter Nix est un pédopsychiatre réputé. Il est marié à Jenny, également médecin. Carter décide d’abandonner sa carrière pour pouvoir élever leur fille, Amy, et ainsi vérifier certaines de ses théories . Il devient alors obsédé par l’éducation d'Amy et va découvrir que sa femme le trompe avec un dénommé Jack Dante. La « part sombre » de Carter prend alors les choses en main.

## Fiche technique
- Titre français et québécois : L'Esprit de Caïn
- Titre original : Raising Cain
- Réalisation : Brian De Palma
- Scénario : Brian De Palma
- Musique : Pino Donaggio
- Photographie : Stephen H. Burum
- Montage : Robert Dalva, Paul Hirsch et Bonnie Koehler
- Décors : Doug Kraner
- Costumes : Bobbie Read
- Production : Gale Anne Hurd et Michael R. Joyce
- Société de production : Pacific Western
- Sociétés de distribution : Universal Pictures (États-Unis), United International Pictures (France)
- Budget : environ 12 millions de USD[2]
- Pays de production :  États-Unis
- Langue originale : anglais
- Format : Couleurs - 1,85:1 - Dolby Surround - 35 mm
- Genre : thriller psychologique, horreur
- Durée : 91 minutes
- Dates de sortie[3] :
  -  États-Unis et  Canada : 7 août 1992
  -  France : septembre 1992 (Festival de Deauville) ; 30 septembre 1992 (sortie nationale)
- Classification :
  - États-Unis : R
  - France : interdit aux moins de 12 ans lors de sa sortie

## Distribution
- John Lithgow (VF : Jean-Pierre Leroux) : le Dr Carter Nix / Caïn / Nix Sr. / Josh / Margo
- Lolita Davidovich (VF : Martine Irzenski) : Jenny
- Steven Bauer (VF : Julien Kramer) : Jack Dante
- Frances Sternhagen (VF : Jacqueline Porel) : le Dr Lynn Waldheim
- Gregg Henry (VF : Richard Darbois) : le lieutenant Terri
- Tom Bower (VF : Georges Poujouly) : le sergent Cully
- Mel Harris (VF : Annie Sinigalia) : Sarah
- Teri Austin (VF : Sophie Deschaumes) : Karen
- Gabrielle Carteris (VF : Virginie Ogouz) : Nan
- Barton Heyman (VF : Georges Atlas) : Mack
- Amanda Pombo : Amy
- Kathleen Callan : Emma
- Ed Hooks (VF : Michel Paulin) : le légiste
- Jim Johnson : l'employé de nuit
- Karen Kahn : la femme des ventes
- W. Allen Taylor (VF : Lionel Henry) : Peters

## Production

### Développement
Durant le tournage de son précédent film, Le Bûcher des vanités, Brian De Palma imagine une ébauche de scénario d'un thriller, bien qu'il hésite à revenir à ce genre cinématographique qu'il a beaucoup pratiqué dans sa carrière. 
La scène dans laquelle le personnage incarné par John Lithgow immerge la voiture contenant le corps de sa femme évoque fortement la scène de Psychose (1960), lorsque Norman Bates (Anthony Perkins) pousse la voiture de Marion Crane (Janet Leigh) dans le marais derrière son motel. La crise de panique qui s'empare de Jenny (Lolita Davidovich) au moment de sa noyade peut apparaître comme une auto-citation de la part de Brian de Palma, et plus spécifiquement une référence à la scène de la noyade en voiture de Sally, personnage interprété par Nancy Allen, dans son film Blow Out (1981).

### Attribution des rôles
Le réalisateur retrouve ici John Lithgow, après Obsession (1976) et Blow Out (1981). Brian De Palma a avoué regretter de ne pas l'avoir également pris à la place de Tom Hanks pour son précédent film, Le Bûcher des vanités, qui a été un cuisant échec public et critique. Il retrouve également l'acteur Steven Bauer, qu'il avait dirigé dans Scarface (1983).

### Tournage
Le tournage se déroule à Los Altos, Menlo Park, Mountain View, Palo Alto et San Francisco, en Californie.

### Musique
La musique du film est composée par Pino Donaggio, qui avait déjà collaboré avec Brian De Palma en 1976 pour Carrie au bal du diable, en 1980 pour Home Movies et Pulsions, en 1981 pour Blow Out, en 1984 pour Body Double et collaborera à nouveau avec lui pour Passion (2012) et Domino (2019). On peut également entendre dans le film la musique Morning Mood, composée par Edvard Grieg comme accompagnement musical de la pièce de théâtre Peer Gynt.
Liste des titres
1. Raising Cain - 2:00
2. Tricking Karen - 1:50
3. Cain Takes Over - 4:46
4. Love Memories - 3:12
5. A Blow on the Head - 4:16
6. Jenny and Carter Talk - 1:21
7. Jenny's Return - 2:39
8. The Clock - 2:24
9. Father Against Cain - 2:24
10. The Sinking - 1:35
11. Dr. Walheim Hypnotizes Carter - 5:09
12. The Gift Giver - 2:22
13. Following Margo - 1:59
14. Shadows of the Past - 2:42
15. Jenny Tries to Save Amy - 1:43
16. Flying Babies - 3:37
17. Carter's Return - 1:21
18. The Plan - 3:15
19. Love Wins - 3:21

## Accueil

### Critique
Le film récolte des critiques mitigées. Sur l'agrégateur américain Rotten Tomatoes, le film n'obtient que 52% d'opinions favorables, pour 21 critiques presse recensées.

### Box-office
- Monde : 37 170 057 USD[8]
- États-Unis : 21 370 057 USD
- France : 202 916 entrées[9]

## Distinctions
- Mostra de Venise 1992 : en compétition pour le Lion d'or
- Saturn Awards 1993 : nominations dans les catégories meilleur acteur pour John Lithgow et meilleur second rôle féminin pour Frances Sternhagen[10]

## Sortie vidéo
Le film sort en DVD et combo DVD/Blu-ray le 7 juillet 2020, édité par Elephant Films.

### Director's cut
Le réalisateur néerlandais Peet Gelderblom, fan de Brian De Palma, remonte le film d'après le scénario initial prévu en inversant certaines séquences. Le film de De Palma se présentait dans l'ordre chronologique alors qu'initialement il devait mêler présent, passé et « fantasmes ». Brian De Palma avait plus tard fait part de ses regrets à propos de cette décision, qui avait été prise tardivement en postproduction. Peet Gelderblom remonte donc le film d'après le script initial et publie le résultat sur Internet en 2012. Brian De Palma découvre par la suite cette version et l'apprécie. Il accepte qu'elle soit nommée director's cut. Cette version est ensuite éditée en vidéo, notamment par Elephant Films en France en mars 2017.